# Detroit Falcons (pallacanestro)
I Detroit Falcons furono una squadra di pallacanestro con sede a Detroit (Michigan). I Falcons parteciparono solo nel 1946-47 alla BAA, il vecchio nome della odierna National Basketball Association. Finirono quarti nella Western Division con 20 vittorie e 40 sconfitte. Il centro Stan Miasek fu la stella della squadra accumulando 895 punti nell'intera stagione.

## Stagioni
| Stagione | Lega | Denominazione   | V  | P  | %    | Piazzamento | Play-off |
| -------- | ---- | --------------- | -- | -- | ---- | ----------- | -------- |
| 1946-47  | BAA  | Detroit Falcons | 20 | 40 | 33,3 | 4º          | -        |